# Svarog FC Teplice
Svarog Futsal Club Teplice z.s. je český futsalový klub z Teplic, od sezóny 2017/18 hrající první českou futsalovou ligu. Své domácí zápasy odehrává klub ve sportovní hale Teplice s kapacitou 850 diváků.

## Historie
Klub byl založen v roce 2008, futsalovým nadšencem a organizátorem Greenball cupu, Michailem Žákem. V první sezóně se klubu povedlo zvítězit v Divizi A (3. nejvyšší soutěž) a postoupit do 2. ligy. V létě 2009 klub odkoupil licenci na 1. ligu od zanikajícího Eco-Investmentu. Hned v premiérové sezóně v 1. lize dokázal klub dokráčet až do finále, kde prohrál se suverénem posledních let Chrudimí až v pátém zápase série 1:4.
V roce 2015 se klub týden před zahájením soutěže odhlásil z nejvyšší soutěže. Po odhlášení z nejvyšší soutěže se klub následně přihlásil pouze do Krajského přeboru (4. nejvyšší soutěž). První sezóna v nižších soutěžích se klubu nepovedla, v Krajském přeboru se teplický celek umístil na posledním místě. I přesto špatné výsledky si klub administrativně zajistil pro sezónu 2016/17 účast v české futsalové Divizi A. Před novou divizní sezónou provedl teplický celek mnoho razantních změn. Jednou z nich bylo sloučení s místním Internazionale Teplice, který byl právě čerstvým vítězem krajského přeboru. Další výraznou změnou bylo pozmění názvu na Svarog FC. Majitel klubu se při změně názvu inspiroval slovanským bohem nebes Svarogem.

## Vývoj názvů klubu
Zdroj: 
- 2008 – FC Balticflora Teplice (Futsal Club Balticflora Teplice)
- 2016 – Svarog FC (Svarog Futsal Club)

## Získané trofeje
- Pohár FAČR ( 1x )
  - 2014

## Soupiska
Aktuální k datu: 14. září 2020
| Číslo |             | Pozice    | Hráč            |
| ----- | ----------- | --------- | --------------- |
| 27    | Česko       | Brankář   | Lukáš Soukup    |
| 35    | Česko       | Brankář   | Michal Hůla     |
| 92    | Česko       | Brankář   | Jakub Marek     |
| 4     | Česko       | Univerzál | Jaroslav Kasjan |
| 5     | Portugalsko | Univerzál | César Ribeiro   |
| 6     | Brazílie    | Univerzál | Deco            |
| 7     | Brazílie    | Univerzál | Adriano         |
| 8     | Česko       | Univerzál | Jiří Baran      |
| 11    | Brazílie    | Univerzál | Paulinho        |
| 11    | Brazílie    | Univerzál | Tato            |
| 12    | Brazílie    | Univerzál | Pica Pau        |
| 17    | Brazílie    | Univerzál | Jezin           |
| 18    | Česko       | Univerzál | Gansukh Chongor |
| 19    | Brazílie    | Univerzál | Claudio         |
| 23    | Česko       | Univerzál | Rostislav Šebek |
| 37    | Česko       | Univerzál | Luděk Žolcer    |

## Umístění v jednotlivých sezonách
Zdroj: 
Legenda: Z – zápasy, V – výhry, R – remízy, P – porážky, VG – vstřelené góly, OG – obdržené góly, +/− – rozdíl skóre, B – body, červené podbarvení – sestup, zelené podbarvení – postup, světle fialové podbarvení – přesun do jiné soutěže
| Česko (2008 – ) |                        |        |    |    |   |    |     |     |      |    |       |             |
| Sezóny          | Liga                   | Úroveň | Z  | V  | R | P  | VG  | OG  | +/-  | B  | P. ZČ | Play-off    |
| 2008/09         | Divize A               | 3      | 22 | 20 | 0 | 2  | 177 | 53  | +124 | 60 | 1.    |             |
| 2009/10         | 1. celostátní liga     | 1      | 22 | 15 | 3 | 4  | 105 | 58  | +47  | 48 | 3.    | Finále      |
| 2010/11         | Jetbull futsal liga    | 1      | 22 | 15 | 3 | 4  | 109 | 64  | +45  | 48 | 2.    | Finále      |
| 2011/12         | Chance futsal liga     | 1      | 22 | 10 | 5 | 7  | 94  | 76  | +18  | 35 | 4.    | Čtvrtfinále |
| 2012/13         | Chance futsal liga     | 1      | 22 | 10 | 3 | 9  | 88  | 84  | +4   | 33 | 6.    | Čtvrtfinále |
| 2013/14         | Chance futsal liga     | 1      | 22 | 18 | 2 | 2  | 108 | 49  | +59  | 56 | 2.    | Finále      |
| 2014/15         | Chance futsal liga     | 1      | 22 | 22 | 0 | 0  | 144 | 31  | +113 | 66 | 1.    | Finále      |
| 2015/16         | Ústecký krajský přebor | 4      | 26 | 5  | 0 | 21 | 74  | 163 | -89  | 15 | 14.   |             |
| 2016/17         | Divize A               | 3      | 22 | 14 | 5 | 3  | 165 | 92  | +73  | 47 | 2.    |             |
| 2017/18         | VARTA futsal liga      | 1      | 22 | 11 | 0 | 11 | 99  | 100 | -1   | 30 | 7.    | Čtvrtfinále |
| 2018/19         | VARTA futsal liga      | 1      | 20 | 18 | 0 | 2  | 122 | 51  | +71  | 54 | 1.    | Finále      |
| 2019/20         | VARTA futsal liga      | 1      | 20 | 14 | 1 | 5  | 107 | 59  | +48  | 43 | 4.    | Nedohráno   |
| 2020/21         | 1. FUTSAL liga         | 1      | 0  | 0  | 0 | 0  | 0   | 0   | 0    | 0  | 0.    |             |